# 柯燕姬
柯燕姬（1939年12月1日—2005年8月17日），北京人，臺灣第一位盲人學士、女碩士，其奮鬥讓1970年代初的北臺灣大專校園掀起愛盲運動。

## 生平

### 年幼時期
1939年12月1日，柯燕姬生於北京。二到三歲時，因慢性網膜炎沒有得到適當治療，致使視網膜嚴重受損，影響視神經萎縮，逐漸失明。到臺灣後，與母親、兄長、三位弟弟、兩位妹妹住在台北市華陰街巷弄，因父親早逝，經濟負擔不算小。

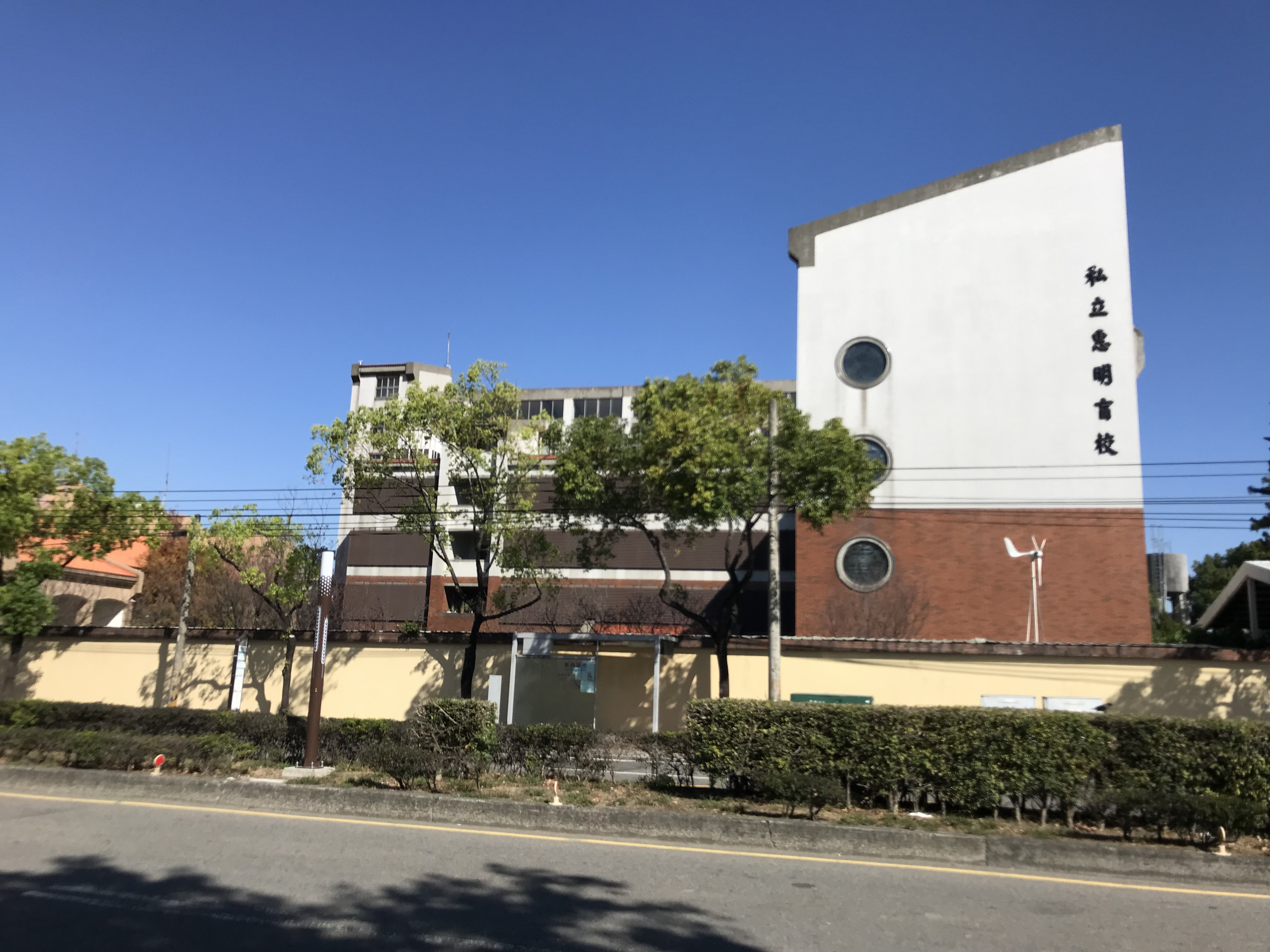
惠明盲校

1949年9月，柯燕姬入臺北市立啟明學校。1953年4月4日兒童節，她在台北中山堂演說，宋美齡蒞會。1956年，惠明盲校前身，基督教兒童福利基金會所屬的盲童育幼院創立時，她轉到該院讀初中課程。當時她因家庭不美滿，反抗心理很強，經常逃學，受到院長陳淑靜注意，一方面排解反抗心理，一方面照顧起居生活，終於感化了這位盲頑童。
當柯燕姬以第二名優異成績畢業於台北盲啞學校高中時，即被牧師高甘霖所賞識，使她在該會初創的盲童育幼院中任教。1960年，她受聘為新創設的惠明盲童學校教師。其優異的教學，讓高牧師並希望幫助她繼續深造，遂奔走於各大專學校之間，希望有學校能給她機會，終獲東海大學校長吳德耀答應。

### 就讀大學
1963年9月24日，柯燕姬在光音育幼院老師劉明陪同下，前往東海大學辦理註冊手續，成為臺灣第一位進入大學的盲生。校方准許以她以特別生身份選讀國文、英文、社會學三科。校方在該年暑假時，就已先將必修科的國文、英文兩科，寄往台北盲啞學校完成點字課本。很多同學都樂於唸功課給她聽，出力最多的要算是助教蘇蕙卿，每天要給作凸字的英文課本。
台東人何金憲讀到1963年9月25日的《聯合報》報導後，便寫信給該報社說對柯小姐這樣雖然雙目失明，但學習心切的人，實在可敬，願意割贈左眼球，使她苦痛能夠減輕一點。1964年，記者王亞東來到東海大學女生宿舍會客廳，向柯燕姬述明來意，然後代唸何金憲的來信。柯燕姬當場流淚，哽咽地說，社會上好人太多了，她就是靠著社會人的溫暖，才堅強地活著和進入東海大學就讀，但何先生願犧牲自己眼球的厚意，她卻不能接受，雖然有負何先生盛情，她仍然會終生記得，亦將因此一鼓勵更努力向上，用所學所得，再轉而幫助和她同樣患有殘缺的人。
1965年4月8日，教育部准許柯燕姬轉為正式生。
透過美國海外盲人基金會給予技術、聯合國兒童基金會援助經費，臺灣省教育廳成立盲生就讀國校計劃委員會，在臺南師專設立盲生就讀國民學校計劃師資訓練班，自1967年7月開始讓台北、台中、台南、高雄等八縣市國民學校實施試辦盲生入學。該年9月18日，柯燕姬在臺灣盲啞學校校長陳俠陪同下，前往婦聯會領取美國慈善家德約夫人轉贈的盲人專用手錶。10月21日，陳淑靜在院慶運動會上告知，說波士頓學院所辦的盲人師範學院決定以每年三千二百美元的獎學金贈給柯燕姬，讓她到美國攻讀盲人教育學。
1968年6月16日，柯燕姬正式得到東海大學學位。

### 留美碩士
大學畢業後，柯燕姬赴美深造，但因旅費無著，美國第50戰術空運中隊隊長塔爾上校隨即發動所屬官兵捐款，很快地湊足錢。這次成行，也獲得當年到臺灣、常來惠明盲童學校幫忙的鮑爾斯上尉妻子出力募捐。留美前數個月，柯燕姬還一個人南下待過的岡山去找昔日的同學關羨梅，被報紙稱讚「感情非常豐富」。
1968年8月31日，搭乘美國軍機赴美至柏金斯啟明學校。柯燕姬為在該校教育學系讀一年，因英語不好，沒勇氣上台，在附近教會人士協助下，才將英語學好。1969年，申請到菲奇堡州立大学研究所入學許可，主修智能不足兒童教育系。當時，由於要研讀的書本相當多，她獲得菲奇堡四位女士幫忙，每位每週花兩小時將書本唸給她聽，有的甚至請朋友幫忙，將書本錄成有聲書。
依照菲奇堡州立大学特殊教育研究所規定，修得碩士必須完成卅三個學分，一般要費時兩年。但柯燕姬求學心切，連暑假也不放棄，使她僅僅花了一個學年和一個暑假，便修滿全部學分，成為臺灣第一位女性盲碩士。

### 學成歸國
1970年8月31日上午10點15分許，柯燕姬從美國麻州飛抵清泉崗機場，由第314部隊運輸機聯隊司令威廉菲力普、副司令塔爾上校，和第50戰術空運中隊隊長紐爾上校，還有陳淑靜等人到機場迎迓，舉行歡迎茶會。
柯燕姬取得碩士新聞經媒體大量報導，大台北地區的大專院校掀起「愛盲運動」。臺灣師範大學夜間部歷史系學生張聖傑在師大發起名為「一人一元愛盲運動」的募捐活動，以購買七吋盤的錄音帶，在台北商業職業學校附設的空中函授學校錄製有聲書。他之前同年8月30日時就在陳五福支助經費下，於師大樂群堂舉行盲人點字書展覽會。愛盲運動自師大夜間部發起後，陸續得到淡江文理學院、銘傳商專、政治大學、臺灣大學、實踐家專、輔仁大學、東吳大學、台北醫學院、海洋學院等十幾所大專院校陸續響應。12月6日，百餘名幫忙製作盲人書籍的大專學生，在台北市立盲校舉行茶話會，柯燕姬特別從台中趕來表達建議與感謝。柯燕姬除也提供在美國學得到的有聲讀本和點字課本製作技術給這些學生。
1971年3月18日，中華民國第五屆十大傑出女青年選拔委員會宣布柯燕姬為十大傑出女青年之一。同年，宋美齡透過中央婦工會將四隻盲人特用的手錶贈送盲人，其中一隻指定贈送柯燕姬，另外三隻由柯燕姬轉贈值得贈送的盲人。
該年8月，因柯燕姬感到所學的智能不足兒童教育，在任職的惠明盲聾學校作用不大，也因嘗試盲人否也能和常人一樣地工作，於是接受行政院輔導留學生回國服務委員會安排，到台北師專擔任講師，負責特殊兒童教育專修班的教學和研究。不過當時北師專無缺額，商決另由北師專簽報省府核發薪津，北師專只負擔她的教學鐘點費便可。但省教育廳一直沒發薪水，她因此收入有限，又須繳每個月七百元的房租，心情沮喪，得到十二指腸潰瘍、併發急性胃炎，因此灰心離開北師專。
旅居日本關西的臺灣留學生代表，自《聯合報》航空版見到上述新聞後，節省1972年慶祝青年節聚餐費，將日幣二萬元，透過國民黨駐日本大阪直屬支部，轉交中國國民黨中央委員會，然後同年4月10日交給該報社公共服務部來資助柯燕姬。

### 返回惠明

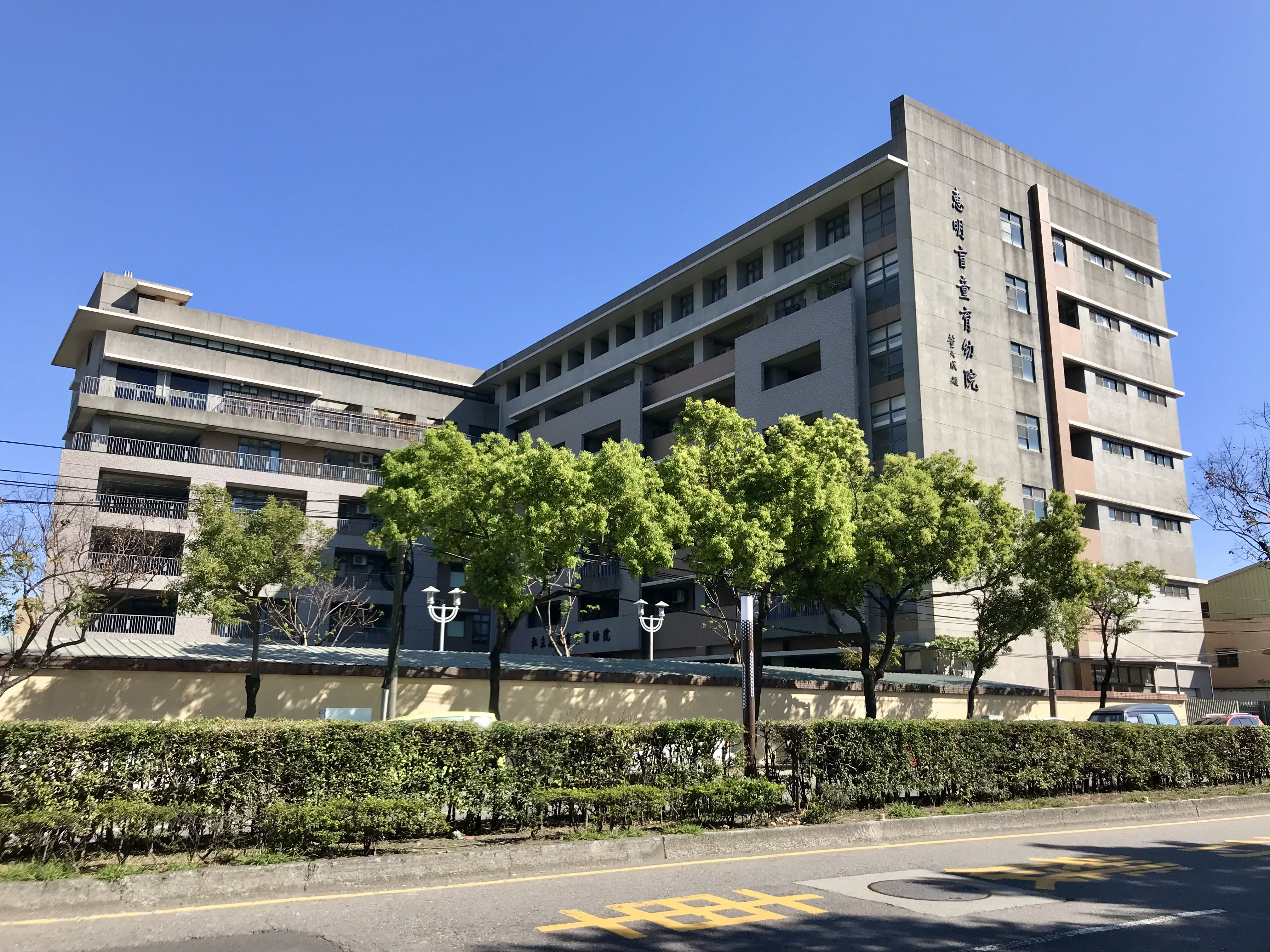
惠明盲童育幼院

1978年6月起，惠明盲校的美國資助完全中斷，西德方面的援助不足，使得陳淑靜須四處勸募才能維持校務。回到惠明任職的柯燕姬也認養兩名盲生，還特別找年紀比較大的學童認養，因為他們一般來說比較不受到認養人青睞。如日後擔任按摩師的嚴燕鳳回憶，那時1978年柯老師每個月就給她兩千元，可不是一筆小數目。
1979年，惠明盲校師生開始有一種原因不明的皮膚病，有臉上長出青春痘般的皮疹，眼皮腫及指甲發黑等症狀。經由高信義調查，才知道是米糠油中毒事件。柯燕姬多氯聯苯中毒，免疫系統從此被破壞。
柯燕姬回憶在美國留學時就知道很多盲人當律師，僅管臺灣還不准讓盲生讀法律系，她還是與同事王明理合作，自1982年起開始將《六法全書》弄成點字版，經六年才完成。此外，柯燕姬也譯柯旗化的《新英文法》等書。1990年，開放盲生讀法律系後，臺灣第一位法律系盲生劉文哲就意外在圖書館發現有《六法全書》點譯版。後來才知道那是柯燕姬點譯的。

### 退休生活
柯燕姬終身未婚。1997年起，她因之前多氯聯苯中毒，身體逐漸不佳，體重降到四十公斤，請假看病的情況激增，需定期洗腎，次年8月退休。2002年11月，柯燕姬進入三芝鄉雙連安養中心。
2004年，之前為導盲犬Ohara寫書的陳芸英在視障者廖志萍推薦下，想寫柯燕姬的傳記 《盲鬥士--柯燕姬傳奇》，於是就去來回車程有四小時的三芝鄉安養中心採訪，可是前幾次的採訪，談不到五分鐘，柯燕姬就下逐客令。後來經由柯燕姬朋友劉小萍的協助下，柯燕姬才答應把自己的故事公諸於世。
開始寫傳記不久，柯燕姬經由馬偕醫院確診得到三期乳癌，2005年8月17日清晨，在親人陪伴下離世，其遺留物品多是捐款收據和感謝狀。惠明盲校獲得其十四萬多元奠儀、及新光人壽六十五萬保險金支票。